# 13058 Alfredstevens
A 13058 Alfredstevens (ideiglenes jelöléssel 1990 WN3) a Naprendszer kisbolygóövében található aszteroida. Eric Walter Elst fedezte fel 1990. november 19-én.